# Emiliano Ceccatelli
Emiliano Ceccatelli (5 de diciembre de 1978) es un deportista italiano que compitió en remo.
Ganó una medalla de oro en el Campeonato Mundial de Remo de 2009 y una medalla de oro en el Campeonato Europeo de Remo de 2010, ambas en la prueba de ocho con timonel ligero.

## Palmarés internacional
| Campeonato Mundial | Campeonato Mundial          | Campeonato Mundial | Campeonato Mundial      |
| Año                | Lugar                       | Medalla            | Prueba                  |
| ------------------ | --------------------------- | ------------------ | ----------------------- |
| 2009               | Poznań (Polonia)            | Medalla de oro     | Ocho con timonel ligero |
| Campeonato Europeo |                             |                    |                         |
| Año                | Lugar                       | Medalla            | Prueba                  |
| 2010               | Montemor-o-Velho (Portugal) | Medalla de oro     | Ocho con timonel ligero |